# Ash Taylor
Ashton John Taylor est un footballeur gallois né le 2 septembre 1990 à Bromborough. Il joue au poste de défenseur au Bradford City .

## Biographie
Le 2 mai 2009, il fait ses débuts pour les Tranmere Rovers. 
Le 28 mai 2014, il rejoint le club écossais d'Aberdeen.
Le 5 juillet 2017, il rejoint Northampton Town.
Le 4 juin 2019, il rejoint Aberdeen.
Le 7 juillet 2021, il rejoint Walsall.
Le 17 juin 2023, il rejoint Bradford City .

## Palmarès
- Vice-champion du Championnat d'Écosse en 2016 avec Aberdeen
- Finaliste de la Coupe de la Ligue écossaise en 2016 avec Aberdeen
- Finaliste de Coupe d'Écosse en 2017 avec Aberdeen
- Champion de Scottish Championship (D2) en 2021-22 avec Kilmarnock